# Thérèse Levasseur

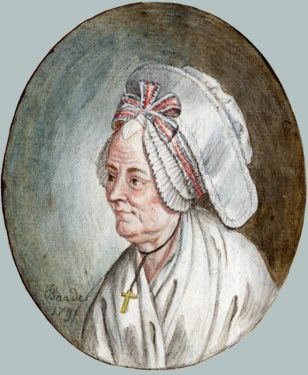
Johann Michael Baader: Marie Thérèse Levasseur Veuve de Jean Jacques Rousseau, Aquarell, 1791

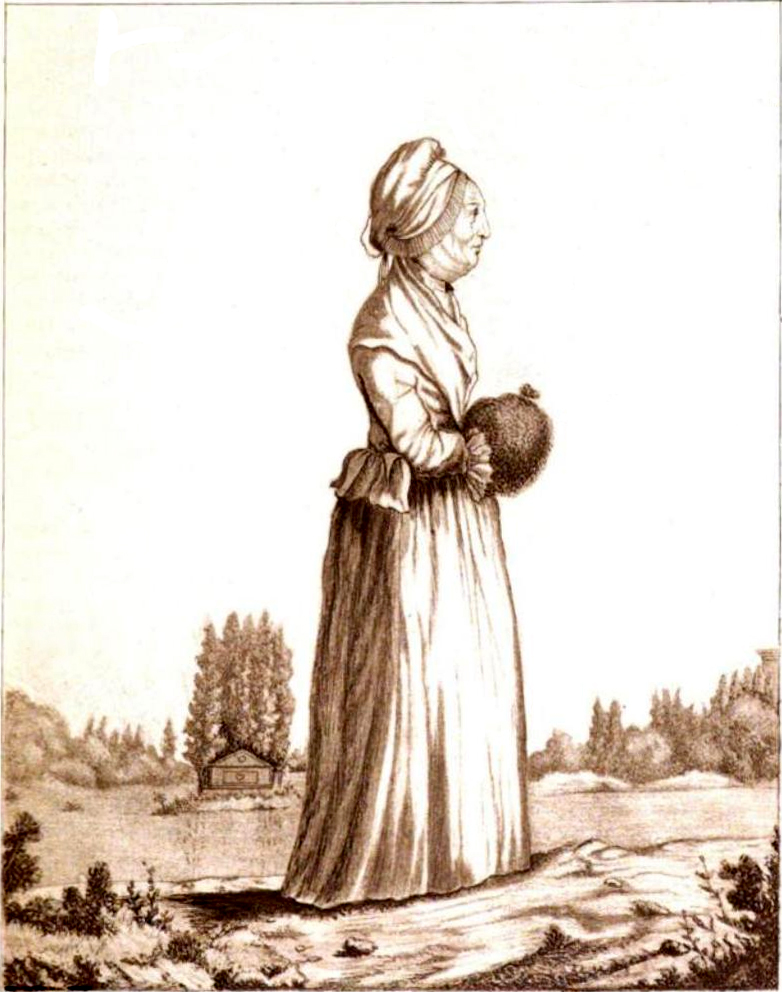
Zeitgenössisches Bild der Thérèse Levasseur. Im Hintergrund das Grabmal Rousseaus auf der l’île des Peupliers im Park von Ermenonville. Nach einer Sepia von Caroline Naudet (1775–1839)

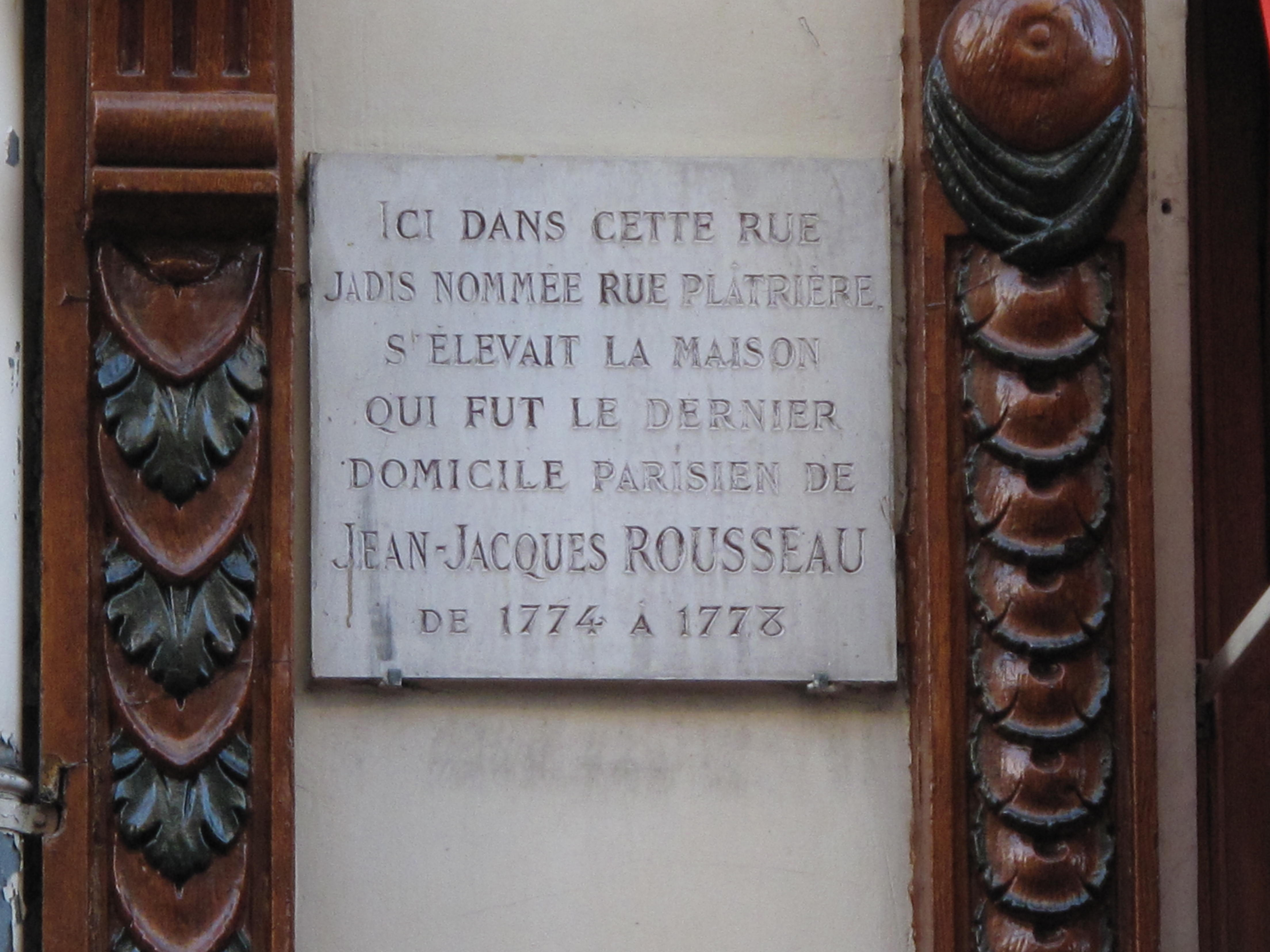
Letzte Pariser Adresse: Mansardenwohnung in der rue Plâtrière

Marie-Thérèse Levasseur, auch Le Vasseur, (getauft 22. September 1721 in der Pfarrkirche Saint-Michel in Orléans; gestorben 17. Juli 1801 in Le Plessis-Belleville, Département Oise) war die Lebensgefährtin von Jean-Jacques Rousseau: „seine Frau, seine Mätresse, seine Dienerin, seine Tochter“ (J.-J. R.).

## Leben
Thérèse war viertes Kind des François Levasseur und der Marie Renou, mit denen sie Anfang der 1740er Jahre in einfachen Verhältnissen in Paris lebte.
Jean-Jacques Rousseau war 1728 mit 15 Jahren in den Dienst der Françoise-Louise de Warens getreten und hatte zwischen 1732 und 1738 ein Verhältnis mit ihr gehabt. Er traf Thérèse Levasseur im März 1745 in Paris, wo sie als Haushaltshilfe arbeitete. Levasseur und Rousseau lebten fortan in freier Ehe zusammen, zunächst wohnte Thérèse Levasseur noch zu Hause. Ab 1747, als sich Rousseaus finanzielle Lage etwas aufbesserte, wohnten sie in Paris zusammen, und Thérèse Levasseur begleitete Rousseau danach auf den vielen Stationen seines unsteten Lebens: nach Genf, ins Val de Travers in der preußischen Exklave Fürstentum Neuenburg, nach England, dessen Sprache sie nicht beherrschte, und wieder zurück in die Rue de la Glacière in Paris. Im Jahr 1754 waren sie im calvinistischen Genf über die Natur ihrer Beziehung befragt worden, was sie mit Ausflüchten beantworteten (beantworten mussten).
Die Trauungszeremonie der Katholikin Levasseur und des Protestanten Rousseau, die sie am 30. August 1768 vor dem Bürgermeister von Bourgoin vornehmen ließen, war keine kirchliche Trauung, sondern ein Versprechen, einander bis zum Tod nicht im Stich zu lassen. Thérèse verbrachte insgesamt 34 Jahre mit Rousseau. Für Rousseaus Freunde war die Verbindung zu einer Frau, die kaum lesen konnte, eine Mesalliance, ein Urteil, das fast ausnahmslos alle Biographen und Historiker übernommen haben. Nicht nur sein Verhältnis zu Frau de Warens fand deren Gnade, sondern auch seine Beziehung zu Madame d’Houdetot, da diese einen literarischen Niederschlag im Briefroman Julie oder Die neue Heloise hatte. Angeblich hatte Levasseur verschiedene Verhältnisse zu anderen Männern, auch zu gemeinsamen Bekannten, u. a. 1766 zu James Boswell.
Rousseau beschrieb Thérèse und seine Beziehung zu ihr in seinem autobiografischen Werk Les Confessions. Dabei entschuldigte er ihre menschlichen Fehler und Schwächen, um sie gleichzeitig, ebenso wie seine erste Geliebte, zu idealisieren.
Bei Rousseaus Tod 1778 wurde sie seine Universalerbin. Der Marquis de Girandin zahlte ihr als Entgelt für den von ihm sichergestellten Besitz Rousseaus eine Leibrente. Girandin und ein paar Freunde Rousseaus kümmerten sich fortan um den literarischen Nachlass.
Die Todesumstände Rousseaus wurden in der Öffentlichkeit diskutiert und Levasseur eine Mitschuld angedichtet. Madame de Staël kolportierte Jahre später den Selbstmord eines Hahnreis, und Lion Feuchtwanger lässt in seinem Roman Narrenweisheit oder Tod und Verklärung des Jean-Jacques Rousseau Königin Marie-Antoinette auftreten, die mit dem demonstrativen Besuch des Grabmals Rousseaus in Ermenonville alle Gerüchte zu zerstreuen sucht. Da die zeitgenössischen Äußerungen und die Überlieferungen auf parteiischen Vermutungen gegen die „Ungebildete“, „Habsüchtige“ und „Rabenmutter“ beruhten, ist auch nicht als Faktum gesichert, ob Levasseur im November 1779 noch den Kammerdiener Montretont geheiratet hat und er mit ihr in Plessis-Belleville wohnte, wo sie die nächsten 23 Jahre lebte.
Die Französische Nationalversammlung gewährte ihr auf Betreiben Mirabeaus 1791 eine Rente von 1200 Franc im Jahr.
Der Mount Levasseur in Alaska ist aufgrund seiner Nähe zum Rousseau Peak nach ihr benannt.

## Kinder
Levasseur und Rousseau hatten zwischen 1746 und 1753 fünf Kinder. Jedes der Kinder wurde – „aus ökonomischen Gründen“ – als Säugling an das Findelhaus abgegeben. Rousseau wurde dafür in der Öffentlichkeit kritisiert, und Levasseur wurde entweder die Hauptschuld oder zumindest eine Mitschuld an der als brutal dargestellten Trennung der Kinder von den Eltern gegeben, zumal die damalige Lebenserwartung in den Waisenhäusern gering war. Andererseits wird darauf hingewiesen, dass im 18. Jahrhundert ein Viertel aller getauften Kinder in Paris auf diese Weise ausgesetzt wurden. Zur Erklärung von Rousseaus Verhalten ist auch die Mutmaßung geäußert worden, es habe sich gar nicht um seine leiblichen Kinder gehandelt. Insgesamt musste er sich aber immer wieder die Diskrepanz vorwerfen lassen, die zwischen dem von ihm formulierten Erziehungsideal des Émile und seinem eigenen Versagen, Kinder aufzuziehen, besteht.

## Aquarell
- Johann Michael Baader[7]: Marie Thérèse Levasseur Veuve de Jean Jacques Rousseau, Aquarell, 1791